# Biblioteca Nacional Central de Roma
La Biblioteca Nacional Central de Roma oficialment i en italià Biblioteca Nazionale Centrale di Roma és una de les dues biblioteques nacionals de les quals disposa Itàlia, conjuntament amb la Biblioteca Nacional Central de Florència. En total la Biblioteca Nacional Italiana disposa de 47 seus El seu objectiu és col·lectar i preservar totes les publicacions que es fan a Itàlia, així com els llibres estrangers més importants relacionats amb temàtiques italianes, i fer-los accessibles a la ciutadania.
El seu fons inclou més de 7,000,000 de volums impressos, 2,000 incunables, 25,000 cinquecentine (llibres del XVI), 8,000 manuscrits, 10,000 dibuixos, 20,000 mapes i 1,342,154 fulletons.